# 경쟁 상태

논리 상태에서의 경쟁 상태

공학 분야에서 경쟁 상태(race condition)란 둘 이상의 입력 또는 조작의 타이밍이나 순서 등이 결과값에 영향을 줄 수 있는 상태를 말한다. 입력 변화의 타이밍이나 순서가 예상과 다르게 작동하면 정상적인 결과가 나오지 않게 될 위험이 있는데 이를 경쟁 위험이라고 한다.

## 전산학
전산학에서 경쟁 상태란 공유 자원에 대해 여러 개의 프로세스가 동시에 접근을 시도할 때 접근의 타이밍이나 순서 등이 결과값에 영향을 줄 수 있는 상태를 말한다. 동시에 접근할 때 자료의 일관성을 해치는 결과가 나타날 수 있다. 이를 방지하기 위해서는 프로세스 협력 기법이 필요하다.

### 해결 방법
- 피터슨의 알고리즘
- 동기화 명령어
- 세마포어

## 같이 보기
- 입출금 문제
- 프로세스 동기화
- 임계 구역